# チャギントン SPECIALシングル
「チャギントン SPECIALシングル」は、つるの剛士の5thシングル。2013年3月20日にポニーキャニオンから発売された。

## 解説
前作『ポケモン言えるかな?BW』から約2年ぶりのシングルとなる。
つるのがナビゲーターを務めるCGテレビアニメ『チャギントン』（フジテレビ系）をフィーチャーしたシングルとなっている。
今作にはすでに発売されたつるののミニアルバムに収録されたことのある楽曲とボーナストラックに番組テーマソングをカバーしたものが収録されている。ボーナストラックに収録されている楽曲は、つるのの自宅スタジオで収録している。
初回限定BOXにはつるののオリジナルイラストとチャギントンのイラストが入ったトートバッグが付いている。また、両タイプ共通特典として「チャギントン絵かき歌」のお手本イラストシートが封入されている。

### CDタイプ
- 初回限定BOX･･･2300円
  - CD+DVD+グッズ。
- 通常盤･･･1500円
  - CD+DVDのみ。

## 収録内容
CD
1. ジャンケントレイン
作詞・作曲：にしのやや、編曲：上杉洋史
2. チャギントン絵かき歌
作詞：ヤポンスキー、作曲・編曲：牧戸太郎
3. ジャンケントレイン（カラオケ）
4. チャギントン絵かき歌（カラオケ）
5. チャギントン テーマソング つるの剛士ver.（ボーナストラック）
作詞・作曲:Chris McHale、Dave Rivera and Sarah Ball、日本語訳詞：三浦徳子、編曲：神津裕之

DVD
1. ジャンケントレイン（フルサイズver.）
2. チャギントン絵かき歌（フルサイズver.）
3. チャギントン バッジクエスト本編『案内バッジ』